# Omadius santo
Omadius santo is een keversoort uit de familie mierkevers (Cleridae). De wetenschappelijke naam van de soort is voor het eerst geldig gepubliceerd in 2007 door Gerstmeier & Schmidl.
De soort komt voor op Espiritu Santo (Vanuatu).